# Коча Јусуф-паша
Коча Јусуф-паша (1730, Грузија – 1800, Џеда) је био османски државник грузијског порекла, који је два пута обављао дужност великог везира (1786 - 1789) и (1791 - 1792). Поред тог положаја обављао је и разне друге положаје: дефтердара, капудан-паше, сераскера, итд. Истакао се у ратовима против Руса и Аустријанаца (1787 - 1792). Пошто је био љубимац султана Абдул Хамида I и Селима III, био је најмоћнији човек у царству.

## Политички успон и положај благајника
Као дете је заробљен и одведен из Грузије у Истанбул, где је примио ислам. Потом га је откупио Хасан-ефендија, капетан трговачке флоте. После напуштања Хасана-ефендије, Јусуф је служио Гази Хасан-паши у Алжиру. Када је Хасан постао капудан-паша, Јусуф је именован за благајника. Тадашње финансије биле су у ужасном стању: није било правилног рачуноводства, ни протокола, а хартије су се чувале у џаковима. Није било ни буџета; султан и његови љубимци узимали су из државне благајне колико желе. Није било ни фискалне управе; приходи, то јест порез на хришћане и Јевреје, дохотци са султанових добара и царина на трговинску робу, издавати су под закуп предузимачима, који су становништву узимали све.

## Велики везир

### Преузимање положаја и стање у Царству
Године 1785. Јусуф је, заслугом Хасан-паше, уздигнут на положај везира, а, поставши султанов љубимац, већ следеће године, 25. јануара, на положај великог везира . Како је власт била деспотска и неуређена, султан је имао неограничену власт, али како је он живео затворен у сарају и није вршио државне послове, већ је управљање царством било поверено Јусуфу.
Војска је била невероватно неефикасна и заостала. Састојала се из коњице (спахије), која је живела на тимарима  које им је султан дао, и пешадије (јаничари), подељене на 199 чета, смештених по истанбулским касарнама. Спахије нису више вршиле своју службу, а јаничари, уместо да се регрутују из султанових робова и да остану нежењени, почели су се женити и своја места предавати својим синовима, који су их сматрали као наследну државну службу, уз коју су се бавили и другим пословима. Сасвим су се изметнули искварили. Старо ратничко одушевљење заменила су друга, непосреднија и више себична осећања. Уживала се власт, и поседи, а развио се систем подвале и неодговорности. Јаничарски оџаци били су места свих врста корупције, а у исти мах легла бунта и нереда. Тако да су постали веома лоша и беспотребна војска за време рата, а врло немирна војска за време мира. Јусуф је имао велике проблеме с њима јер су у сваком тренутку били спремни да смене власт и учествовали су у дворским сплеткама кидишући на самог султана. Ова војска била је немоћна да смири хришћанске народе, који су, угњетавани вековима, били у сваком тренутку спремни да подигну устанак.
Свака је област имала свог војног управника, пашу, послатог из Истанбула, који је у њој имао сву власт. Већина паша је у то време куповала свој положај од Јусуфа, који их је постављао. Они који су заповедали каквим одредом војске бунили су се често против наредаба које су долазиле из Истанбула.
Османско царство као муслиманска држава никад није примано у друштво хришћанских европских сила, што је резулитарало отуђењем од европских владалаца; царевина је имала само једног савезника француског краља. Како се Царство у Европи утврдило освајањем, тако су европски владари себи давали за право да освајају или на било који други начин присвајају његове територије, које нису биле под заштитом међународног права. Највећа опасност претила је од Аустрије и Русије.
Тако да је опадајућој царевини претила опасност с више страна: побуне јаничара у Истанбулу, одметање паша по областима, устанци хришћанских народа, руско и аустријско освајање итд.

### Избијање рата с Русијом
Одмах по преузимању дужности, царевина се нашла пред великим искушењем; због извесних сукоба на Кавказу дошло је до запетих односа између ње и Русије. Султан предосећајући да царству прети опасност тада објављује проглас о скором рату са непријатељима ислама. Руска царица Катарина Велика одговара на то свечаним путовањем на Крим у пролеће 1787. године у пратњи аустријског цара Јозефа II. Јусуф је осетио тај састанак као оштрицу против царства и да се не би дао предухитрити 12. августа 1787. године, на подстицај Велике Британије и Пруске, наредио је предавање једне ноте се руском амбасадору у Истанбулу, Булгакову, у којој тражи повраћај Крима. Булгаков је одбио тај захтев, и њега затварају у тврђаву Седам Кула, што је значило исто што и објава рата. Јозеф II је одмах известио Катарину да он сматра тај инцидент као casus foederis. Руси нису уклонили своје конзуле из Влашке и Молдавије, а дана 1. септембра Турци су гађали из топова два руска ратна брода близу Очакова, на шта Катарина 18. септембра одговара објавом рата. У рат је била увучена и Аустрија као руски савезник, али она се прикључила рату касније.

### Рат с Русијом
Руски ратни циљеви били су у сагласности с грчким планом , а ако се тај план не би остварио и Османско царство не би уништило задовољавали су се уједињењем Молдавије, Влашке и Бесарабије у једну независну кнежевину под називом Дакија, којом ће владати царичин љубимац и министар Григориј Потемкин.
У овом рату турски сераскер је био Јусуф, док је главни руски командант био Потемкин. Војне операције су почеле једним покушајем насилног искрцавања турске флоте на пешчаним спрудовима на ушћу Дњепра код тврђаве Кинбурн, а које победнички спречава руски генерал Суворов. У исто време руске трупе истерују брђане шах — Мансура из целе области дуж реке Кубања и Лаба све до кавкаских планина. Те је године Османско царство од уништења спасила петодневна олуја, која је скоро потпуно уништила Потемкинову севастопољску флоту под која се упутила ка Варни.

### Улазак Аустрије у рат и предратне операције
Крајем јануара 1788. године, Аустрија са своје стране објављује рат Турцима. Стварна непријатељства почела су, међутим, раније. Aустријска савезничка војска, иако је донекле помогла руску, ипак није довољно суделовала у рату, већ се више ослањала на Србе. Многи Срби су устали против османске војске од Јадранског мора до Тимока. На то су Турци у лето 1787. године су навалили у Смедеревски санџак пре доласка аустријске војске, да почну насилним мерама и великим зулумима угушивати покрет. Стога су знатнији Срби: Ђорђе Петровић Карађорђе, капетан Коча Анђелковић, Радич Петровић и други, пребегли у Банат и Срем.
Пошто покушај, да помоћу Срба, уочи Ваведења, препадом узму Београд, није успео, у Аустрији се у зиму образовао засебан војни одред српских добровољаца под именом фрајкори, у ком су били поред осталих и они пребегли Срби којима је заповедао аустријски мајор Михаило Михаљевић. После увежбавања, фрајкори су у засебним одељењима почели нападати Турке. Њихов превасходни циљ, поред олакшавања посла редовној аустријској војсци, био је да створи повољније расположење за Аустрију у Србији и у томе су имали успеха, пошто им се убрзо придружио Алекса Ненадовић, један од најугледнијих Срба.
Од Фрајкорских је чета најзнатнија била она коју је предводио Анђелковић. Кад је Аустрија објавила рат Турцима, Коча је, веома храбар и одлучан, учествовао с једном аустријском четом у препаду на Смедерево, а онда је са својом четом напао и узео Пожаревац. После тог успеха напао је Хасан-пашину Паланку, Баточину и Багрдан, па је и одатле растерао Турке. Овим је стекао ратну славу и његова чета је постала неколико пута јача; једно време је бројала на 500 људи. С тога је цела ова војничка акција, у којој се аустријска војска није много излагала, добила је назив Кочина крајина.

### Кочина крајина
Помаган од Срба, Анђелковић је у новом смелом залету допро до Крагујевца и успео је чак да и одатле изагна изненађене Турке. На западу Србије, кнез Алекса Ненадовић очистио је од Турака ваљевски крај и гонећи их доспео је све до Чачка. Са учешћем српских добровољаца аустријска војска узела је 16. априла 1788. године Шабац. Иначе, првих месеци рата читав терет акције пао је на Србе, који су имали да припреме терен за главну војску. Анђелковићу је после показаних успеха стављено у дужност да пресече везе између Ниша и Београда. Он је то једно време вршио с доста среће, због чега је добио чин капетана и златну медаљу имајући уза себе до 3.000 српских бораца, али је после, недовољно помаган од аустријске војске, морао узмакнути пред надмоћнијом турском снагом. Турцима је снабдевање Београда било веома важна ствар и они је нису хтели упустити без тешке цене. Српске чете нису биле довољно снабдеване ни храном и то је дало повода осетном незадовољству и недисциплини, што се све појачало кад се видело да Аустријанци не улазе у борбу ни после очигледне турске намере да се пробију кроз моравску долину. Било је незадовољства и са Анђелковићем, који је оптуживан да је самовољан и да неправедно дели плен. Средином априла 1788. Дели Ахмет, вођа јаничара у Београду, је успео да разбије Анђелковића и да га натера на повлачење све до Пожаревца. Аустријанци су оклевали с планом. Они нису хтели да се много заложе све дотле, док не виде шта Руси намеравају и док ови не привуку на себе главнину турске војске.

### Банатски поход
Али место руске офанзиве дошла је турска. Почетком маја Јусуфом је, предводивши турску војску, ударио од Видина према Пожаревцу прошавши до Београда. Уплашено српско становништво или се повлачило испред њега или се смиривало. Јусуф се светио и кажњавао строго. Београдски трг био је пун српског робља. Број српских избеглица у Аустрији зато се крајем јуна попео на 50.000 људи са 300.000 комада стоке. Српски књижевник Милован Видаковић, који је описивао бег своје породице у Срем, казује како су пролазили поред пустих села, речима:
Сва већ у трави обрасла, нигде живота у њима не има, све је то отишло било. Виногради, вртови, станови, све је то пусто и у корову лежи.
Кад је потиснуо добровољачке чете из моравске долине и обезбедио Београд, Јусуф је пренео ратиште на аустријску страну, у Банат. Хтео је да пресече евентуалну везу између Руса и Аустријанаца. У лето 1788. почела је његова офанзива у Банату, која је имала брзе и релативно лаке успехе. Анђелковић, који се тада налазио дубоко у Србији, на глас да је Јусуф прешао у Банат, вратио се преко Дунава. Он је преузео одбрану рударског места Брзаску, али га је Јусуф после огорчене борбе, захваљујући издаји и кукавичлуку неких влашких одреда, савладао, опколио, заробио и са 60 другова код Текије набио на колац. Аустријска војска, слаба и изненађена, није могла лако да се прибере и Јусуф је заузео цео јужни Банат. Ушао је и у Панчево. Њему су се придружили непоуздани Власи и ту и у неготинској Крајини, нешто из страха, а нешто и због пљачке. То је, сасвим разумљиво, унело панику и међу Србе. Нажалост за Јусуфа, ова офанзива није имала дуга даха. Недовољно спремна војска брзо је малаксала и није искористила своје прве успехе. На срећу малаксалост турске војске није искористила аутријска војска, чије су се главне трупе под заповедништвом Ернста Гидеона фон Лаудона, прослављеног фелдмаршала из Седмогодишњег рата, у то време налазиле на босанској граници. Ова војска имала је некаквог успеха, али очигледно недовољног.
Као и Руси, Аустријанци су начинили крупну грешку: они су прекомерно развукли свој фронт дуж огромне линије Дњестар-Јадранско море, док се Потемкин бескрајно дуго задржао при опсади Очакова, уместо да се придружи својим савезницима и да заједно са њима нападне Турке на Дунаву. Аустријанци су имали успеха у опсади Хотина, који је освојен тек у септембру и опсади Јашија који је у августу освојила једна дивизија руске војске Петра Руманцова. На Дунаву Јусуф је за Турке однео две победе, код Видина и код Слатине. Трећа победа, код Карансебеша, била је највећа. 17. септембра 125.000 Турака под Јусуфовим заповедништвом, разбили су око 100.000 Аустријанаца под вођством цара Јозефа лично. Јусуф је са својом војском дошао на ратиште после два дана безпоштедне међусобне борбе пијаних аустријских војника. Те јесени Јусуф је са аустријском страном склопио примирје које је трајало све до лета 1789. године, да би што успешније могао да заустави руско напредовање.

### Одметништво
У Турској је у то време било одметништва на више страна. Били су то Џазар Ахмед-паша у јужној Сирији, Либану и Палестини; Сулејман-паша у Ираку, Мурат-бег и Ибрахим-бег у Египту, Али-паша Јањински у Тракији и Епиру, Дели Ахмет у Смедеревском санџаку и Махмут-паша Бушатлија у Скадарском санџаку.
Махмут-паша Бушатлија се одметнуо почетком 1788. године. Недуго потом Бечки двор је упутио је међу Црногорце мајора Филипа Вукасовића са још неколико официра и патентом издатим 28. априла исте године. Патент је служио као легитимација асутријским официрима, који су долазили да се непосредно договоре о заједничкој борби против тирјанства отоманске власти. Овим актом бечки двор је на своју страну придобио и Бушатлију. За то време у Црној Гори су владала превирања око тога коме се приклонити, Аустрији или Русији. У међувремену, вероломни и неморални Бушатлија ушао је у преговоре с овим официрима, заклео се и примио и дао пријатељске поклоне, а онда је аустријске преговараче, тројицу официра и мајора Саву Мирковића, њиховог српског пратиоца, из заседе побио и опљачкао. Положај аустријске мисије у Црној Гори постао би неодржив, да им није стигла посада од 100 личких граничара, за коју се говорило да је претходница веће силе. После тога, Аустријанци су наговарањем и новцем нахушкали Црногорце против Албанаца, што није било тешко будући да је земља и иначе била кивна на Бушатлију. Потом је уследио напад на Спуж, који је извело 400 Црногораца, 220 личких војника и повећи број Брђана. При нападу су били сви црногорски главари. Аустријски извештач, свештеник и песник Јосип Крмпотић, забележио је да су се Црногорци борили неискрено и сав успех борбе приписује Личанима. На крају се цео поход завршио неуспехом за Црногорце. У наредних неколико година, Бушатлија је Црногорцима задао доста мука. Он је привлачио себи суседна племена милом или силом, тражио хараче и диктирао понашање. Казнени походи његових чета били су чести и свирепи.
Подједнако опасан био је Бушатлијин савезник Али-паша Тепеленски. Он је 1787. године био постављен за трикалског пашу, а већ следеће године је преузео контролу над Јањином. Исте те године Али-паша је опљачкао, спалио и опустошио Москопоље, центар Цинцара. Од овог се Москопоље никад није опоравило. Ово је само једно од бројних злочина Али-паше. У њима су највише страдали Грци.
Дели Ахмет је у Смедеревском санџаку имао више угледа од самог паше. Он је према српској раји, која је ту живела, спроводио немилосрдна угњетавања и тешка насиља, што је изазвало Јусуфове осуде. Јусуф је слао против њега спахије да га обуздају, али је то је, осим што није било успешно, још више погоршало положај раје.
У Египту су владала два од Османског царства одметнутих мамелучких владара: Мурат-Бег, који је обављао војне послове; и Ибрахим-бег, који је обављао административне послове. Први задатак Јусуфа као великог везира био је да управо њих врати под османску власт и он је то релативно успешно урадио. Користећи се сукобима међу Мамелуцима, он је израдио да један део њих формално за владара призна турског султана. Потом је у Египту избио прави грађански рат између проосманског вође Исмаил-бега на једној и Мурата и Ибрахима на другој страни.
Сулејман-паша је још 1780. године био послат од стране Порте у Ирак да примора бедуине на послушност. Неколико година касније он је напао и поразио Персијанце, који су освојили јужни део Ирака, одметнувши се од Порте. Нико није ни покушавао да га врати под власт султана.
У Сирију је био послат Џазар Ахмед-паша, да сломи тамошње локалне побуне. После успешно обављеног посла, он се одметнуо освојивши Сирију, Либан и Палестину. Сви покушаји да се врати под власт Порте били су неуспешни.
- Џазар Ахмед-паша, рад Томаса Олдриџа из 1775. године
- Мурат-бег, француска слика из 1809. године.
- Али-паша Јањински, рад Рајмунда Моувајзен из 1832. године.

### Даље руско ратовање и смењивање
Потемкинова остала је и даље непомична под Очаковом, где је провела више од пола године. Када је адмирал Карл Хајнрих фон Насау-Зиген уништио турску флоту у јуну, у двема поморским биткама, руска ескадра коначно је могла да опседне тврђаву с мора, док ју је Потемкин окружио многобројним батеријама. Али, иако је он могао већ одавно да заузме тврђаву на јуриш, он наређује јуриш тек 17. децембра, када су опсађивачке војске исцрпеле све своје намирнице. После крваве борбе која је трајала сат и четврт, Очаков је заузет и огроман плен пао је у руке Русима . Овим се заиста показало да Потемкин није дорастао задатку . На глас о поразу, султан Абдул Хамид I је добио мождани удар и био је у веома критичном стању.
Турску је од устанка егејских хришћана и слома спасило то што је шведски краљ Густав III, подстакнут од Енглеске, објавио је рат Русији. Наиме, руски генерал Грејг, који је требало да их подигне на устанак, био је задржан у Балтичком мору помажући руској флоти да одбије напад Швеђана. Он их разбија у две битке и потом изненада умире 26. октобра. Катарина се премишљала да са Турцима склопи сепаратни мир, али данска објава рата Шведској ју је одговорила од тога . Током зиме није било војних операција.
Дана 7. априла 1789. године, у Истанбулу је од можданог удара умро султан Абдул Хамид I, а на власт је дошао његов синовац Селим III. Овај је одмах почео спроводити неопходне реформе у царству и због војних неуспеха 28. маја 1789. године сменио Јусуф-пашу, а на његово место довео неспособнијег Ћеназ Хасан-пашу. Јусуф је добио положај валије Морејског елајета и иако смењен са највишег положаја у царству, остао је сераскер у рату с Русијом.

## Сераскер у рату с Русијом и нови политички успон
Ова промена на челу Порте не утиче на даљи ток рата; Турци и даље настављају да губе. Док Потемкин остаје непрестано удаљен од главног бојишта на Дунаву и води локалне операције близу Бендера, Суворов дејствује на реци у споразуму са кобуршким принцем Фридрихом Јосијасом, аустријским главним заповедником. Дана 1. августа они су разбили код Фокшанија Јусуфову војску од 30.000 Турака. 22. септембра Јусуф је са новим великим везиром и 100.000 војника напао Суворовљеву руску војску од 7.000 људи код Римника. За време најжешће битке, овај сјајни војни геније је извршио неочекиване стратегијске сложене и оштроумне покрете и тако десетковао турску војску. Ова битка је постала чувена по томе и била је право откровење у војној вештини. Османско царство, које се тада налазило на коленима, спасило је држање Потемкина, који је када је Суворов затражио да се изврши одлучна офанзива на Балканском полуострву није одговорио нити послао тражена појачања; он уместо тога усредсређује своју пажњу на Бендер који се предаје у новембру, без и једне испаљене пушке.
Турски слом могао се видети свуда. Аустријанци су освојили Београд, Смедерево, Пожаревац и Букурешт, док су Швеђани трпели знатне поразе и на мору и на копну. Очекујући слом и Шведске и Османског царства, Потемкин смешта свој главни штаб за зимовање у Јаши. Међутим, Турска се нија дала сломити и склопила је с Пруском уговор против Аустрије и делимично против Русије. Чинило се и да се Јусуф полако враћа на политичку сцену када је 19. децембра постављен за капудан-пашу, али је само неколико дана касније био смењен с тог положаја и 1790. године постављен за валију Караманског ејалета. Али, убрзо је смењен и са тог положаја и постављен на још деградирајући положај санџак-бега у Ђустендилу. Међутим, још исте године је за њега почео нов политички успон када је био послат у Босну да тамо служи као паша. За то време Аустрија је освојила цео Смедеревски санџак, док је Босански пашалук остављен на миру. У овој конзервативној провинцији владало је незадовољство, али није било унутрашњих сукоба као у другим провинцијама царства.
Године 1790. настављају се сукоби с Русијом. У јулу и августу 1790. године, руски адмирал Фјодор Ушаков наноси два пораза Османлијама на Црном мору, док је Потемкин остао неактиван целог лета. У међувремену, Шведска је поражена и 14. августа Русија је са њом склопила мир и сва руска војска је послата против Османског царства да би му задала страховит ударац. Потемкин тада најзад ставља своју војску у покрет и упућује их из Бесарабије на ушће Дунава, док флота адмирала Де Рибаса улази у Дунав, а Суворов осваја Килију. После пада читавог низа тврђава на Дунаву, Руси су напали Исмаил, на доњем Дунаву, наприступачну и сјајно утврђену тврђаву, а у исто време и највећу турску тврђаву на овој реци, са одбрамбеном посадом елитних трупа од 30.000 људи. Освајање ове тврђаве 22. септембра од стране Суворова, после једног крвавог јуриша, један је од неумрлих подвига руског оружја. За то време на руском двору долази до заплета и Потемкин напушта ратиште.
У међувремену, пошто је стекао поверење новог султана, чак и веће него што је имао код старог султана, и постао и његов љубимац, свемоћни Јусуф-паша постао је опет велики везир 12. фебруара 1791. године.

## Велики везир по други пут

### Свиштовски мир
Још за живота цара Јосифа, Дунавској монархији је био циљ да изађе из овог конфликта с Турском, превасходно због тога што су се прилике у Европи изменили на аустријску штету . После Јосифове смрти, 9. фебруара 1790. године, његов брат и наследник Леополд II је од мира с Турском направио основу своје политике. Бојећи се највише заплета с Пруском, Аустријско царство је потом кренуло са повлачењем на свим странама и Леополд је вештом дипломатијом у септембру склопио примирје с Турцима. У том тренутку, Беч почиње с Портом преговоре за мир. Недуго по Јусуфовом повратку на место великог везира, 4. августа 1791. године је после дугих преговора склопљен мир са Аустријом у Свиштову и то на основу status quo ante bellum. Одредбе мира биле су: препуштање Оршаве и леве обале Уне Аустрији, уз амнестију за све који су учествовали у рату и обавезивање Порте да ће са Србима у Смедеревском санџаку лепо поступати и да у саџак неће пуштати јаничаре, који су пре рата чинили различна насиља. Тако се турско-аустријска граница усталила на Сави и Дунаву. То је био последњи рат Аустрије с Турском, мада не и последњи сукоб.

### Мир у Јашију
После изласка Аустрије из рата Русија је остала сама у борби против Турске и Шведске и све је било јасније да се Руси морају одрећи грчког плана, мада су и даље низали победе. Почетком 1791. Николај Рјепњин, Потемкинов наследник, прешао је Дунав и однео је одлучну победу над Турцима предвођеним Јусуф-пашом. Ова крвава битка се одиграла 9. јула 1791. пред Мачином и после силовитог напада руског левог крила под Кутузовом, Турци су се повукли у нереду. Колико је пораз био тежак види се у томе што је Јусуф одмах после битке послао преговараче. Већ 11. августа прелиминари мира потписани су у Галцу. Међутим, Потемкин је на Дунав дошао прекасно и бесан од гнева што је Рјепњин завршио рат без њега, он је поцепао уговор, и преговори су поново почели у Јашију.
Међутим, Пруска и Енглеска су покушали да приморају Русију да смањи своје захтеве и да се одрекне Очакова. Енглески премијер Пит, чак је претио објавом рата, ако се то не испуни. У Јашију преговори су се превише одуговлачили и Потемкин је умро током њих. Тек 9. јануара 1792. године, Александар Безбородко, човек задужен за спољну политику Русије, је потписао мир. По њему Порта је морала признати Русији освајање Крима, степу између Буга и Дњестра, северне обалу Црног мора, Тамањија и обале Кубана, и још је потврђен Кучунккајнарџијски мировни уговор  из 1774. године. Ове одредбе биле су далеко од испуњења грчког плана, док је Црно море је за Русију остало затворено, јер је нејасност чланова Кучукајнарџијског уговора који говоре о мореузима допуштала могућност бескрајних спорова.

### Реформе, побуна јаничара и оставка
После ликвидације рата са Русијом и Аустријом, настао је дуго жељени период мира, који је Јусуфу оставио слободне руке, да се посвети другим задацима, од којих је најважније било извођење толико потребних реформи у целој држави. Нови султан се, заједно са Јусуфом, трудио се да турску управу и цео систем ослободи трулежи и дигне на европски ниво.
Међу првим мерама у реформама била је забрана јаничарима да живе у Смедеревском санџаку. Јусуф, који се обавезао да ће чувати ред на граници, знао је добро, да за тај ред не може јамчити ако у Смедеревском санџаку остану јаничари, који ће спроводити своју вољу. Стога је ова забрана била лако разумљива са његовог гледишта, док је у турском свету, међутим, наишла на живе протесте и на организован отпор.
Порта је поверила енергичном, али мудром Бећир-паши да поврати ред у Смедеревском санџаку. Чим је дошао у Ниш, он је, свакако по добијеном овлашћењу, убио чувеног јаничарског вођу из Београда, Дели Ахмета. Одмах потом угушио је побуну, коју су у Нишу изазвале присталице убијеног. Имања разјурених јаничара паша је почео да дели муслиманским породицама из Позња, чије је подручје Свиштовским миром Аустрији. Да јаничари ове мере неће примити мирно могло се унапред очекивати, у толико више што су постали бескућници у правом смислу те речи. За смедеревски санџак је Јусуф-паша испословао наредбу да се увоз аустријске робе наплаћује у Београду за сву робу која улази у Турску, сем за ону упућену у Цариград. У међувремену, Јусуф је, 4. маја те године, поднео оставку на место великог везира.

## Последње године и смрт
Али, иако више није био велики везир, Јусуф је остао најмоћнији човек Османског царства. То се види у томе што је уз његову помоћ, у јулу 1793. године, за београдско везира постављен Хаџи Мустафа-паша Шиникџић (Шиник-оглу), бивши надзорних јавних градња (бина-емин) у Београду и посебан капиџи-баша који је испитивао стање у Смедеревском санџаку. Главна личност, која је посредовала, био је велики цариник у Београду, Јусуфов рођак Азиз-ефендија, истовремено и Мустафин пријатељ.
Те године Јусуф-паша је постављен на положај заповедника гарнизона у Џеди и Медини, тј. за валију Хабешког елајета. На том месту остао је до своје смрти 1800. године у Џеди, наставивши да игра важан положај у Истанбулу.